# Juan Olabarri
Juan Olábarri De la Sota (Las Arenas, 5 de julio de 1936 – Pamplona, 17 de noviembre de 2018) fue un regatista olímpico español, que compitió en la prueba de Finn en los Juegos Olímpicos de Tokio de 1964.

## Biografía
Después de conseguir diferentes Campeonatos de España, el primer éxito internacional de Olabarri consiguió el oro en los Juegos del Mediterráneo de Nápoles de 1963 en la clase Finn. Un año después, participó en los Juegos Olímpicos de Tokio en la misma categoría, donde acabó en la 27.ª posición. 
Con su barco, el Machichaco, consiguió otros éxitos como el «Mizar» de la Channel Race en 1968 en el Canal de la Mancha, el primer puesto en la clase Beta y segundo en la clase III en la Fasnet de 1975, la regata «Alfonso XIII», actual Copa del Rey o las 100 millas de Guetaria, de la que tiene el récord de haberla hecho en menos tiempo.
En los últimos años el guechotarra logró sus últimos triunfos a la caña del Artako con el que conquistó en 17 ediciones la Copa Gitana de barcos clásicos.